# Hans-Lennart Hartler
Hans-Lennart Josefsson Hartler, född 20 maj 1934 i Lund, död 17 april 2016 i Jämjö, var en svensk präst, författare, poet och bokhandlare. 
Hartler var son till kyrkoherden Josef Hartler och bror till professorn vid KTH Nils Hartler.
Hartler prästvigdes 1961 och tjänstgjorde bland annat i Sankt Ibbs församling på Ven, Alvesta församling och Ramdala församling. Han var på den sistnämnda orten initiativtagare till, och i många år ordförande för, Randel-Sällskapet. På grund av svindel predikade han aldrig från predikstolen.